# Булгара
Булгара е българска инструментална формация, създадена в края на 2002 година от Костадин Генчев, оркестант и композитор в Оркестъра за народна музика на БНР и солист в концерти на Мистерията на българските гласове, и Кирил Добрев, композитор и аранжор, работил за български поп и хип-поп изпълнители като Ъпсурт и Братя Мангасариян.
Към тях се присъединяват перкусионистът Стоян Павлов, гайдарят Петьо Костадинов, диригентът и изпълнител на тамбура Димитър Христов, басистът Чавдар Асенов и гъдуларката Даринка Цекова.
В композициите им водеща роля имат инструменти като кавал, гайда, тамбура, гъдулка и тъпан, които са съчетани с електрическа китара, ударни инструменти и звуци, създадени по електронен път. Търсенията и интересните хрумвания не се изчерпват с нетрадиционното съчетаване на инструментите. В музиката си „Булгара“ смесват български фолклорни елементи с фолклора на други народи, поп музика, джаз, рок и дръм енд бейс.
През 2003 година „Булгара“ печели Аскеер за авторска музика към театралния етно-спектакъл „Дивите“ на режисьора Георги Къркеланов по текст на Николай Хайтов. Формацията получава покана от Милчо Левиев за участие в негов концерт в зала „България“. През 2004 година участват на фестивала Аполония. В началото на 2005 година групата прави първото си самостоятелно европейско турне с осем концерта в Унгария, Австрия и Германия. През същата година излиза и първият им албум „Меча сватба“. През 2012 г. отбелязват своя 10-и рожден ден с нов албум – Bulgara Live.

## Състав
- Костадин Генчев – кавал
- Димитър Христов – тамбура
- Христина Белева – гъдулка
- Петьо Костадинов – гайда
- Чавдар Асенов – бас китара
- Стоян Павлов – перкусии, даул
- Ева Перчемлиева-Тъканова – перкусии
- Кирил Добрев – барабани